# Lotta agli XI Giochi sudamericani
Le competizioni della lotta libera e lotta greco romana agli XI Giochi sudamericani si sono svolte dal 5 al 7 giugno 2018 Coliseo Jose Villazon.  Le gare sono state valevoli per la qualificazione ai Giochi panamericani 2019.

## Medaglie
Gli atleti contrassegnati in grassetto si sono qualificati ai Giochi panamericani 2019.

### Lotta libera uomini
| Evento | Oro             | Nazione   | Argento            | Nazione   | Bronzo                           | Nazione           |
| 57 kg  | Pedro Mejias    | Venezuela | Oscar Tigreros     | Colombia  | Samuel Alva                      | Perù              |
| 65 kg  | Anthony Montero | Venezuela | Agustin Destribats | Argentina | Sixto Auccapina                  | Perù              |
| 74 kg  | Hernan Guzman   | Colombia  | Jorge Llano        | Argentina | Mauricio Sanchez Kervin Olivares | Ecuador Venezuela |
| 86 kg  | Pedro Ceballos  | Venezuela | Pool Ambrocio      | Perù      | Eduardo Gajardo Meruzhan Nikoyan | Cile Argentina    |
| 97 kg  | Jose Diaz       | Venezuela | Richard Baez       | Argentina | Victor Saa                       | Colombia          |
| 125 kg | Luis Vivenes    | Venezuela | Catril Muriel      | Argentina | Jorge Medina                     | Ecuador           |

### Lotta Greco-Romana Uomini
| Evento | Oro                  | Nazione   | Argento         | Nazione   | Bronzo                  | Nazione   |
| 60 kg  | Andrés Montaño       | Ecuador   | Dicther Toro    | Colombia  | Anthony Palencia        | Venezuela |
| 67 kg  | Joilson Ramos Junior | Brasile   | Mario Molina    | Perù      | Jose Sanchez Betancourt | Ecuador   |
| 77 kg  | Jair Cuero           | Colombia  | Luis Avendano   | Venezuela | Angelo Moreira          | Brasile   |
| 87 kg  | Carlos Munoz         | Colombia  | Yorgen Cova     | Venezuela | Alvis Almendra          | Panama    |
| 97 kg  | Luillys Perez        | Venezuela | Oscar Solis     | Colombia  | Davi Albino             | Brasile   |
| 130 kg | Yasmani Fernandez    | Cile      | Erwin Caraballo | Venezuela | Luciano Del Rio         | Argentina |

### Lotta Libera Donne
| Evento | Oro                 | Nazione  | Argento            | Nazione   | Bronzo               | Nazione   |
| 50 kg  | Carolina Castillo   | Colombia | Thalia Mallqui     | Perù      | Jacqueline Mollocana | Ecuador   |
| 53 kg  | Luisa Valverde      | Ecuador  | Betzabeth Arguello | Venezuela | Dannia Figueroa      | Colombia  |
| 57 kg  | Giullia De Oliveira | Brasile  | Eva Gonzalez       | Colombia  | Betzabeth Sarco      | Venezuela |
| 62 kg  | Lais De Oliveira    | Brasile  | Nathaly Griman     | Venezuela | Jackeline Rentería   | Colombia  |
| 68 kg  | Yanet Sovero        | Perù     | Soleymi Caraballo  | Venezuela | Dailane Reis         | Brasile   |
| 76 kg  | Andrea Olaya        | Colombia | Aline Ferreira     | Brasile   | Maria Acosta         | Venezuela |